# Мурадов, Ровшан Шахбаз оглы
Ровшан Шахбах оглы Мурадов (азерб. Rövşən Şahbaz oğlu Muradov; род. 10 мая 1970, Баку) — учёный-экономист, государственный и политический деятель Азербайджана. Депутат Милли Меджлиса Азербайджанской Республики VII созыва. Доктор экономических наук, профессор.

## Биография
Родился Ровшан Мурадов 10 мая 1970 году в Бакуе, в семье учёного-экономиста Шахбаза Мурадова.
В 1993 году окончил обучение в Азербайджанском государственном экономическом университете. С отличием окончил обучение в институте экономики НАН Азербайджана.

## Трудовая деятельность
С 1994 года трудился в аппарате Верховного Совета Азербайджанской Республики, был экспертом постоянной комиссии. С этого же года работал в секретариате Верховного Совета, а затем Национального Собрания Азербайджана. До сентября 2024 года работал в аппарате национального парламента Азербайджана в должности заместителя руководителя аппарата комитета по экономики.

## Научная деятельность
В 1997 году защитил научную работу на соискание степени кандидата экономических наук, в 2015 году — доктора экономических наук.
С января 2004 года работал в Национальной Академии Наук Азербайджана в Институте экономики и демографии. Автор четырёх монографий и 70 научно-методических трудов.

## Общественная и политическая деятельность
В 2024 году на парламентских выборах в Азербайджане, которые состоялись 1 сентября, одержал победу в Лачинском избирательном округе № 121. Официально избран депутатом Милли Меджлиса Азербайджана седьмого созыва, первое заседание которого состоялось 23 сентября 2024 года.
Воспитывает двоих детей.

## Награды
- Медаль «За отличие на государственной службе»;